# Dryomyzothea advena
Dryomyzothea advena är en tvåvingeart som först beskrevs av Malloch 1926.  Dryomyzothea advena ingår i släktet Dryomyzothea och familjen lövflugor. Inga underarter finns listade i Catalogue of Life.